# Триесте (тяжёлый крейсер)
Trieste (Триесте) — тяжёлый крейсер Королевского Итальянского флота типа «Тренто».

## История создания
Тяжелый крейсер «Триесте» был заложен на верфи Триестинского технического завода в Триесте 22 июня 1925 года, спущен на воду 24 октября 1926 года, вступил в строй Королевских ВМС Италии 21 декабря 1928 года.

## История службы
Крейсер «Триесте» в течение всей своей службы нес службу в Средиземном море. В 1929 году вместе с «Тренто» совершил поход в Барселону.
В 1933 году вместе с крейсерами «Тренто» и «Больцано» сформировал вторую морскую дивизию. В 1934 году ВМС Италии были реорганизованы, и «Тренто», «Больцано» и «Триесте» сформировали Третью морскую дивизию с портом базирования в Мессине. В 1935 году непродолжительное время был флагманским кораблем III дивизии крейсеров.
С началом Второй мировой войны «Триесте» был включен в состав Третьей дивизии крейсеров в составе Второй эскадры. В августе 1940 года стал флагманским кораблем адмирала Луиджи Занзонетти (итал. Luigi Sansonetti). Корабль участвовал во многих битвах итальянского флота на Средиземном море: сражении у Пунта Стило (9 июля 1940), боя у мыса Спартивенто (27 ноября 1940) боя у мыса Матапан (27 −28 марта 1941).
9 ноября 1941 крейсер участвовал в бое за конвой «Дуйсбург».
21 ноября 1941 крейсер был поврежден в результате попадания торпеды, выпущенной с британской подводной лодки HMS Utmost. Было затоплено 3 котельные отделения, но команда сумела спасти корабль и довести его до Мессины. До лета 1942 года крейсер проходил ремонт.
В течение 11-13 августа 1942 «Триест» принимал участие в операции «Пьедестал» по перехвату британского конвоя на Мальту. В дальнейшем, из-за нехватки топлива, крейсер практически не выходил в море.
10 апреля 1943 потоплен американскими бомбардировщиками «B-24» в Ла Маддалене, Сардиния. Исключен из состава флота 18 октября 1946.
Поднят в 1950 судоподъемной фирмой «Micoperi» и отбуксирован в Специю, где поставлен в док в ожидании продажи
на слом, 19 мая 1951 куплен испанской судоходной компанией «Elcano» для разделки на металл (испанская судоходная компания «Elcano» являлась неофициальным посредником между итальянской судоподъемной фирмой «Micoperi» и ВМС Испании, предполагалось переоборудование в авианосец проекта 66), 14 июня 1951 приведен в Картахену на верфь «Bazan», 28 августа 1951 Главным морским штабом Испании снят с переоборудования и предназначен для разделки на металл, 11 сентября 1951 переведен в Эль-Ферроль, где поставлен в док № 2 военно-морской верфи, в июле 1952 предполагалось переоборудование в крейсер ПВО, разобран на металл с 1956 по 1959.